# Cortillas
Cortillas (Cortiellas en aragonés) es un despoblado español, en la provincia de Huesca, perteneciente al municipio de Yebra de Basa, en la comarca del Alto Gállego. Se enclava en la zona conocida como Sobrepuerto.

## Demografía
| Gráfica de evolución demográfica de Cortillas entre 1842 y 1960 |
| |
| Población de derecho según los censos de población del INE Población de hecho según los censos de población del INEEntre el censo de 1857 y el anterior, crece el término del municipio porque incorpora a Cillas Entre el censo de 1970 y el anterior, este municipio desaparece porque se integra en el municipio Yebra de Basa |